# Abu Nasr Parsa
Khwaja Abu Nasr Parsa (خواجه_ابونصر_پارسا) was een dichter, soefi-mysticus en sjeik uit de 15e eeuw. Hij was leider van de Naqshbandi-orde. Hij werd geboren in Buchara als zoon van Khwaja Muhammad Parsa, een prominente leerling van Baha' al-Din Naqshband. 

## Levensloop
Khwaja Abu Nasr Parsa oftewel meester Abu Nasr Parsa was de zoon van Khwâja Muhammad Parsa en opvolger van Muhammad.
Ook hij was een van de belangrijkste leerlingen en opvolgers van Baha' al-Din Naqshband (Buchara, maart 1318 - 1389), een van de opstellers van de elf belangrijkste leringen van de orde.
Hoewel Baha zelf niet of nauwelijks was beïnvloed door de leer van Ibn Arabi was Abu Nasr evenals zijn vader een groot bewonderaar van Ibn Arabi.
Nadat hij zijn vader was opgevolgd werd hij meester van de sharia-wetenschappen en van de Tariqah, een religieuze orde van het soefisme, die als doel had te zoeken naar de "ultieme waarheid".
Hij was tijdgenoot van Jami (7 november 1414 – 9 november 1492) met wie hij lange tijd in Herat bevriend was. Daar was hij docent theologie, later ging hij in Balch wonen.
Er zijn slechts weinig getuigenissen van zijn kwaliteiten (o.a. Jami, ʿAbd al-Wasiʿi Nizami Bakharzi. en Khwandamir), zij staan altijd in verband met zijn eminente vader.
Hij gaf vertelcursussen, het Toshkent Oriental Institute (Tashkent State University of Oriental Studies) is in het bezit van een Perzische thesis van zijn hand.
Khwajah Abu Nasr Parsa was als opvolger van zijn vader shaykh al-islam (opperprelaat) en was zo de hoogste religieuze autoriteit met toezicht op de toepassing van de sharia,
verantwoordelijk voor de rechtbanken (Kadi's en Moefti's) en de religieuze politie (de muḥtasibs).
Abu Nasr Parsa stierf in 1460 in Balch, hij wordt vereerd in de Groene Moskee  waar men in de voorhof zijn graf aanwijst.
Het is een complex dat oorspronkelijk werd gebouwd door de Timoeridische generaal Mir Mazid Arghun. 
Hoewel het mausoleum aan Abu Nasr Parsa wordt toegeschreven, is er geen direct epigrafisch bewijs dat het specifiek voor hem is opgericht. 
Sommige onderzoekers suggereren dat het mausoleum oorspronkelijk voor de patroon van het monument was bedoeld,
en dat Abu Nasr Parsa later daar werd begraven. 
Zijn nageslacht behield de volgende eeuwen de functie van shaykh al-islam (opperprelaat) in Balgh, 
zo werd de familie een van de elkaar erfelijk opvolgende sjeiks. 